# Jacob Meinen

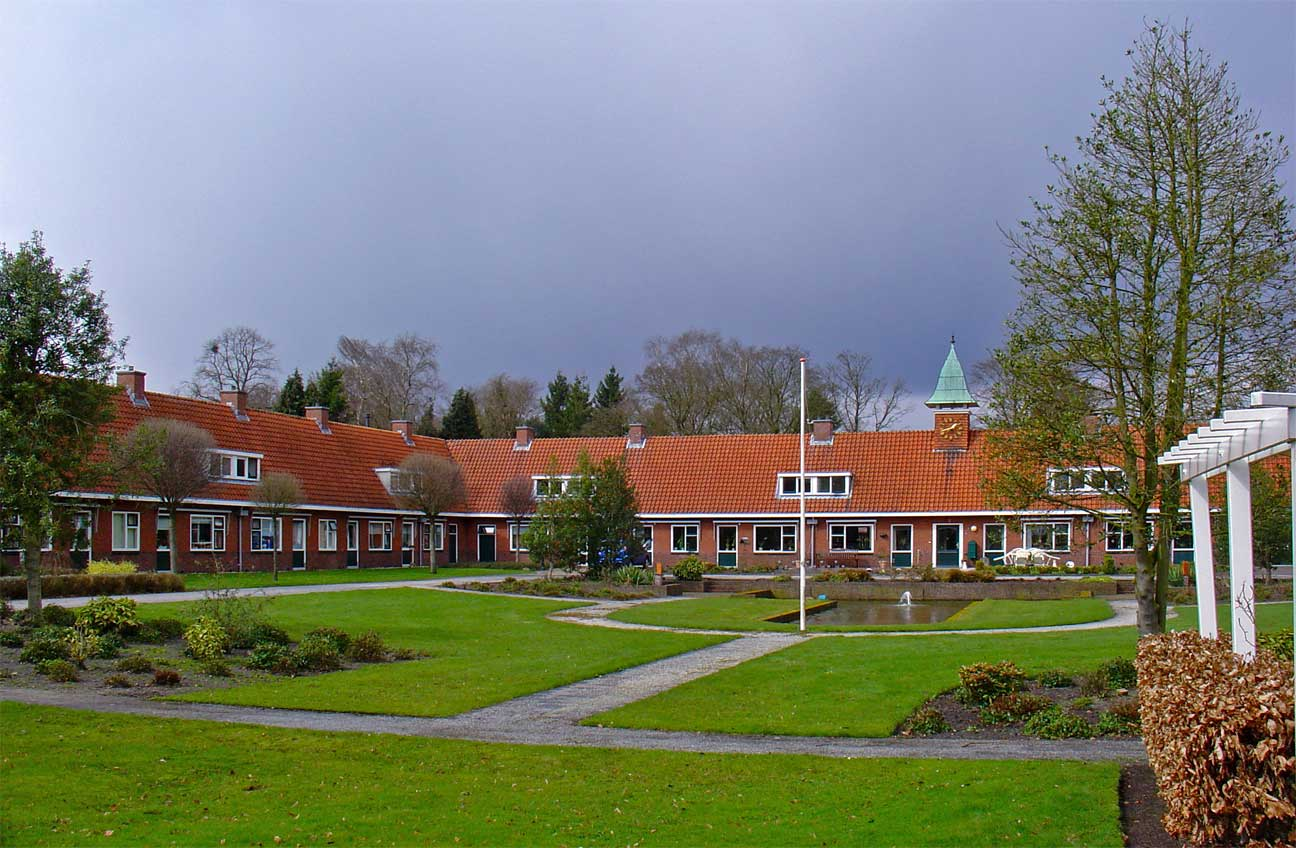
't Hofje in Stadskanaal, door Meinen gebouwd in de dertiger jaren van de 20e eeuw

Jacob Meinen (Groningen, 17 mei 1899 - Stadskanaal, 4 februari 1961) was gemeentearchitect van de toenmalige gemeente Onstwedde (sinds 1 januari 1969 gemeente Stadskanaal).

## Leven en werk
Ir. Meinen was een zoon van de Groningse schipper Meine Meinen en Trientje Huizinga. Hij werd benoemd tot opzichter bij de gemeente Onstwedde. In zijn rol van opzichter bij gemeentewerken trad hij in 1929 op als getuige in een proces tegen de toenmalige gemeentearchitect Otto Linzel, die veroordeeld werd wegens fraude. Deze zaak leidde tevens tot het ontslag van de toenmalige burgemeester van de gemeente Onstwedde, Klaas van Sevenhoven. Meinen werd daarna benoemd tot gemeentearchitect. Hij ontwierp in Stadskanaal de wijk Parkwijk. Binnen deze wijk werd een tuindorpachtige buurt de Oranjestraat met het nabijgelegen 't Hofje door Meinen gerealiseerd. De gehele buurt is erkend als een rijksmonument als voorbeeld van de architectuur van de Delftse School in Oost-Groningen.  In het in deze wijk aangelegde Julianapark staat het door Meinen in 1949 vervaardigde oorlogsmonument.
Na de totstandkoming van de Parkwijk reconstrueerde hij het stratenplan van het dorp Onstwedde, waarbij wegen een klinkerbestrating kregen en trottoirs en riolering werden aangelegd.
Meinen trouwde op 30 oktober 1929 in de gemeente Onstwedde met de in Świętajno geboren Johanna Orzések, dochter van Wilhelm Orzések en Lijdia Will. Hij overleed in februari 1961 te Stadskanaal op 61-jarige leeftijd en werd begraven op de begraafplaats aan de Brugstraat aldaar. Meinen was ridder in de Orde van Oranje-Nassau.